# Гельштейн, Элиазар Маркович
Элиазар Маркович (Менделевич) Гельштейн (1897, Полоцк — 1955, Москва) — советский терапевт, доктор медицинских наук (1935), профессор, бригврач, заслуженный деятель науки РСФСР (1942).

## Биография
В 1913 году окончил реальное училище в Орле, а в 1919 году — медицинский факультет Московского университета.
В 1919—1920 служил врачом в Красной армии. Член ВКП (б) с 1920 года.  После демобилизации был ординатором, ассистентом терапевтической клиники 2-го Московского медицинского института.  С 1931 года на протяжении 20 лет заведовал факультетской терапевтической клиникой 2-го Московского медицинского института.  
В годы войны — главный терапевт Ленинградского фронта (с 1941 до 1944).  В 1942 году награжден орденом Красной Звезды, в 1943 году — орденом Отечественной войны I степени (дважды), медалью «За оборону Ленинграда».
В связи с кампанией по «борьбе с космополитизмом» был вынужден оставить клинику, а в феврале 1953 был арестован по «делу врачей». После освобождения (в апреле 1953 года) работал консультантом в различных больницах Москвы.
Похоронен на Ваганьковском кладбище (35 уч.).

## Научная деятельность
С 1931 центральной научной проблемой кафедры стали вопросы клиники и патогенеза ревматизма. Материалы по изучению ревматизма были доложены Э. М. Гельштейном на Всесоюзной конференции по ревматизму в 1933, на Международном конгрессе по ревматизму в 1934, а также на XIII-м съезде терапевтов. Э. М. Гельштейн опубликовал монографию «Клиническое значение рентгенокимографии сердца» в 1937 (тема докторской диссертации: «Рентгенокимография сердца»), явившуюся одной из первых в отечественной и зарубежной литературе. Основные работы посвящены вопросам патофизиологии ревматизма, сердечно-сосудистых заболеваний (гипертонической болезни), дистрофии и клинической химиотерапии. Один из первых в СССР применил метод рентгенокимографии для исследования сердца. Изучал механизм действия различных лекарственных препаратов, в том числе акрихина, сульфидина. Именно Э.М. Гельштейн был пионером в лечении пневмоний сульфидином. 
В годы Великой Отечественной войны Э.М.Гельштейн опубликовал ряд работ по военно-полевой терапии, которые имели большое значение для четкой организации терапевтической помощи в лечебных учреждениях фронта: «Объем терапевтической помощи на войсковых и армейских этапах эвакуации» (1941), «Лечение и эвакуация больных на Ленинградском фронте» (1942), «Организация терапевтической помощи в эвакогоспиталях» (1942), «Методические указания по вопросам военно-полевой терапии» (1944), «Некоторые вопросы организации терапевтической помощи на Ленинградском фронте» (1944) и др. Написанная им инструкция об объеме терапевтической помощи на различных этапах медицинской эвакуации и мероприятия по борьбе с алиментарной дистрофией на Ленинградском фронте также стала значительным вкладом в развитие военно-полевой терапии в период войны.
Член правления всесоюзного и московского терапевтических обществ.

## Семья
- Жена — врач-невропатолог, кандидат медицинских наук,  Гинда Хаимовна Быховская (1896—1965), заведующая неврологическим отделением Лечебно-санитарным управлением Кремля.
- Дочери:
  - Виктория (в замужестве Килинская; 1930—2017), врач, доктор медицинских наук (1968). Её муж — доктор медицинских наук (1968), профессор Ефим Львович Килинский (1930-2016), врач-кардиолог и учёный-медик, автор книг «Поражение сердца при эндокринных заболеваниях» (1972), «Иностранный врач: Американская сага» (2002), «Второй шанс» (2005).
  - Майя (в замужестве Жарова; 1930—1991), дочь брата Гинды Хаимовны, убитого вместе с женой во время коллективизации; жена народного артиста СССР Михаила Ивановича Жарова[2]. Их дочери — актриса Анна Жарова (род. 1951) и  Елизавета (род. 1953), художник-постановщик на киностудии «Союзмультфильм».
- Брат — Илья (Идель; 1903—1968), сестры: Мария (в замуж. Хаськович; 1904—1986), Нина (Нехама: 1910—1982), ее муж — Роман Алексеевич Нилендер.
- Племянник — Леонид Львович Хаскович, инженер, изобретатель и автор патентов, Лауреат Государственной премии СССР в области техники (1975).
- Племянница Вита Иделевна Гельштейн (1921—2004), работала в РОНЦ им.Н.Н.Блохина[3][4]; ее муж — Гдаль Григорьевич Гельштейн, врач-кардиолог и учёный-медик. Их сын — Марк Гдальевич Гельштейн (1948—1979) — математик, преподаватель и диссидент, один из авторов «Хроники текущих событий».

## Публикации
- Гельштейн Э. М., Зеленин В. Ф. Учебник внутренних болезней. — М., 1935.
- Гельштейн Э. М., Зеленин В. Ф. Частная патология и терапия внутренних болезней. — М., 1935, 1940, 1942, 1947, 1950.
- Гельштейн Э. М. Алиментарная дистрофия. — М., 1947[5].
- Гельштейн Э. М. Инфаркт миокарда. — М., 1948, 1951.